# トマス・シン (第2代ウェイマス子爵)
第2代ウェイマス子爵トマス・シン（英語: Thomas Thynne, 2nd Viscount Weymouth、1710年5月21日 – 1751年1月13日）は、イングランド貴族。

## 生涯
トマス・シン（Thomas Thynne、1710年4月24日没）とメアリー・ヴィリアーズ（Mary Villiers、初代ジャージー伯爵エドワード・ヴィリアーズの娘）の息子として、1710年5月21日に生まれた。1714年7月28日に父方の祖父ヘンリー・フレデリックの兄にあたる初代ウェイマス子爵トマス・シンが死去すると、ウェイマス子爵の特別残余権（special remainder）に基づき爵位を継承した。1727年から1731年までオランダを旅した。
貴族院への初登院は1732年3月2日で、最後の登院は1747年11月18日だった。
1735年から1736年までフリーメイソンの一員としてイングランド首位グランドロッジのグランドマスターを務めた。
1739年から1751年に死去するまでハイド・パークとセント・ジェームズ・パークの管理官（Keeper）を務めた。
1751年1月13日にロングリートで死去、22日にホーニングシャムで埋葬された。息子トマスが爵位を継承した。

## 家族
1726年12月6日、エリザベス・サックヴィル（1729年6月19日没、初代ドーセット公爵ライオネル・サックヴィルの娘）と結婚した。
1733年7月3日、ルイーザ・カートレット（1736年12月25日没、第2代グランヴィル伯爵ジョン・カートレットの娘）と再婚、2男をもうけた。
- トマス（1734年 – 1796年） - 第3代ウェイマス子爵、初代バース侯爵
- ヘンリー・フレデリック（英語版）（1735年 – 1826年） - 初代カートレット男爵